# 197196 Jamestaylor
197196 Jamestaylor este un asteroid din centura principală de asteroizi.

## Descriere
197196 Jamestaylor este un asteroid din centura principală de asteroizi. A fost descoperit pe 15 noiembrie 2003 la Junk Bond Observatory de David Healy (astronom). Asteroidul prezintă o orbită caracterizată de o semiaxă mare de 2,97 ua, o excentricitate de 0,15 și o înclinație de 10,1° în raport cu ecliptica.